# Тополя біла

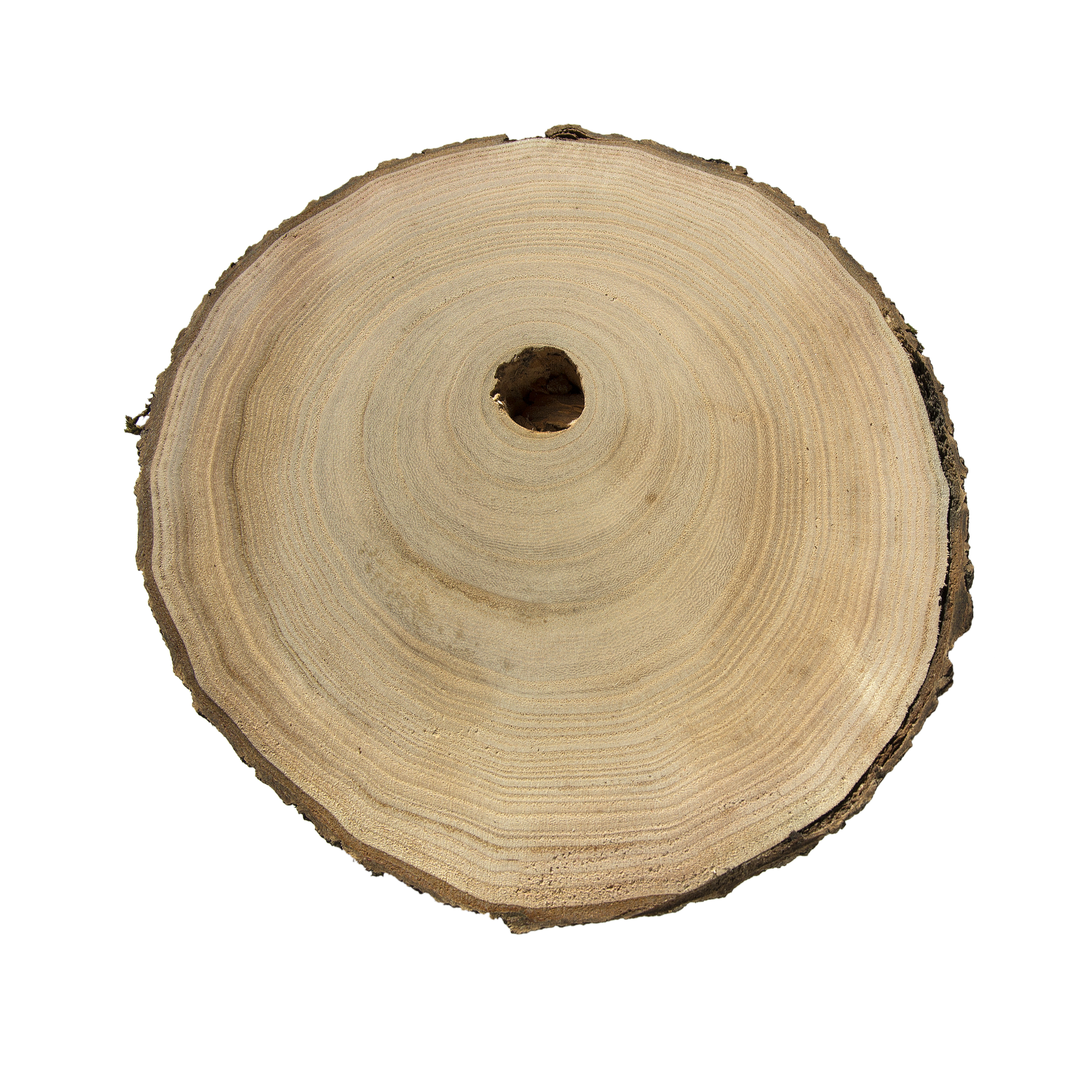
Populus alba - Тулузький музей

Тополя біла (Populus alba) — високе, 15–25(35) метрів заввишки, листопадне дерево родини вербових.

## Будова
Має широку наметоподібну крону і циліндричний Стовбур стовбур діаметром до 2 метрів, укритий гладенькою світло-оливковою корою; в нижній частині стовбура, особливо у старих дерев, кора темно-сіра, глибоко тріщинувата. Бруньки білоповстисті. Листки чергові, округлі або трикутно-яйцеподібні, 10–12 см завдовжки і 5–10 см завширшки, при основі злегка серцеподібні, краї великозубчасті, форма виїмчасто 3–5 лопатева, зверху темні, глянцеві, зі споду — білоповстисті, на круглих у перетині черешках, у 2–4 рази коротших за пластинку. Квітки одностатеві, в пониклих суцвіттях; пиляки пурпурові на коротких нитках; приймочки двороздільні, яскраво-зелені, блідо-жовті або темні. Плід — коробочка. Цвіте у березні — квітні, до появи листя.

## Використання
У природних умовах тополя біла росте по заплавах річок. Часто її висаджують для озеленення гідропарків і в паркових зонах. Недолік — велика кількість кореневих паростків, які, розростаючись, можуть руйнувати асфальт. Ще один мінус — тополю білу легко уражує рослина-паразит омела.